# La Fontenelle, Ille-et-Vilaine
La Fontenelle är en kommun i departementet Ille-et-Vilaine i regionen Bretagne i nordvästra Frankrike. Kommunen ligger i kantonen Antrain som tillhör arrondissementet Fougères-Vitré. År 2018 hade La Fontenelle 542 invånare.

## Befolkningsutveckling
Antalet invånare i kommunen La Fontenelle
Referens:INSEE